# Championnat grec d'athlétisme 1909
Le championnat grec d'athlétisme de 1909 se déroule au stade panathénaïque, à Athènes, entre le 2 et le 6 avril. Il voit se dérouler 21 épreuves d'athlétisme et 9 épreuves d'autres sports, parmi lesquels l'haltérophilie, la lutte gréco-romaine et l'escalade. 
Le championnat voit la victoire du club Panellinios, dont les athlètes remportent 11 médailles.